# توس-1
توس-1 (بالإنجليزية: Tos-1)‏ (بالروسية: Toc-1) هي راجمة صواريخ لها القدرة على إطلاق صواريخ محملة بوقود شديدة الاحتراق تم استعمال هذه الراجمة وتصميمها في حرب الشيشان كما أن هيكل الراجمة هو هيكل دبابة تي-72, مكونة من ثلاثين أنبوب أي تحمل ثلاثين صاروخ. من ضمن مهام هذه الراجمة تدمير القوات العاملة والمدرعات الخفيفة واليات العدو السيارة بصواريخ حرارية وحارقة. وقعت الشركة السعودية للصناعات العسكرية مذكرة تفاهم مع شركة روسوبورون اكسبورت لإنتاجه الطراز (TOS-1A) محليا في السعودية.

## التطوير
وقد اشتهرت فكرة نظام قاذفة صواريخ متعددة ثقيلة مجهزة بصواريخ ذو رؤوس حربية حارقة في اواخر السبعينات
وفي عام 2001 تم إصدار نسخة توس-1 أي وتم تحسين خدمة وتمديد المدى إلى 6 كيلومترات وتم ترقية القذائف

## التاريخ القتالي والاستخدام
استخدمت توس-1 لأول مرة في القتال في وادي بانشير في أفغانستان من قبل الاتحاد السوفيتي وفي وقت لاحق، كانت تستخدم بشكل بارز في معركة غروزني في عام 1999 من قبل الجيش الروسي.
واستخدمت لأول مرة في معركة جرف النصر في عملية عملية عاشوراء عام 2014 24 أكتوبر.
واستخدمت في عام 2015 سبتمبر تم اختبارها في شرق أوكرانيا.
وقد استخدمت يوم 10 اكتوبر عام 2015 ضد مواقع المتمردين في سوريا - حماة.
استخدمت ايضاً في العملية العسكرية الروسية الخاصة في أوكرانيا من قِبل الجيش الروسي

## المواصفات الفنية
- نوع الألية: قاذفة لهب.
- سنة دخول الخدمة: 1998.
- المدى: من 400 إلى 5000 متر.
- العيار: 220mm وعدد الصواريخ 30 .
- الوقت المستغرض لأطلاق كافة الصواريخ هو 7.5 ثانية.
- الوزن: 42 طن.
- السرعة القصوى: 60 كيلومتر بالساعة.
- المدى للألية: 550 كيلومتر.
- الطاقم: 3 افراد.

## معرض الصور

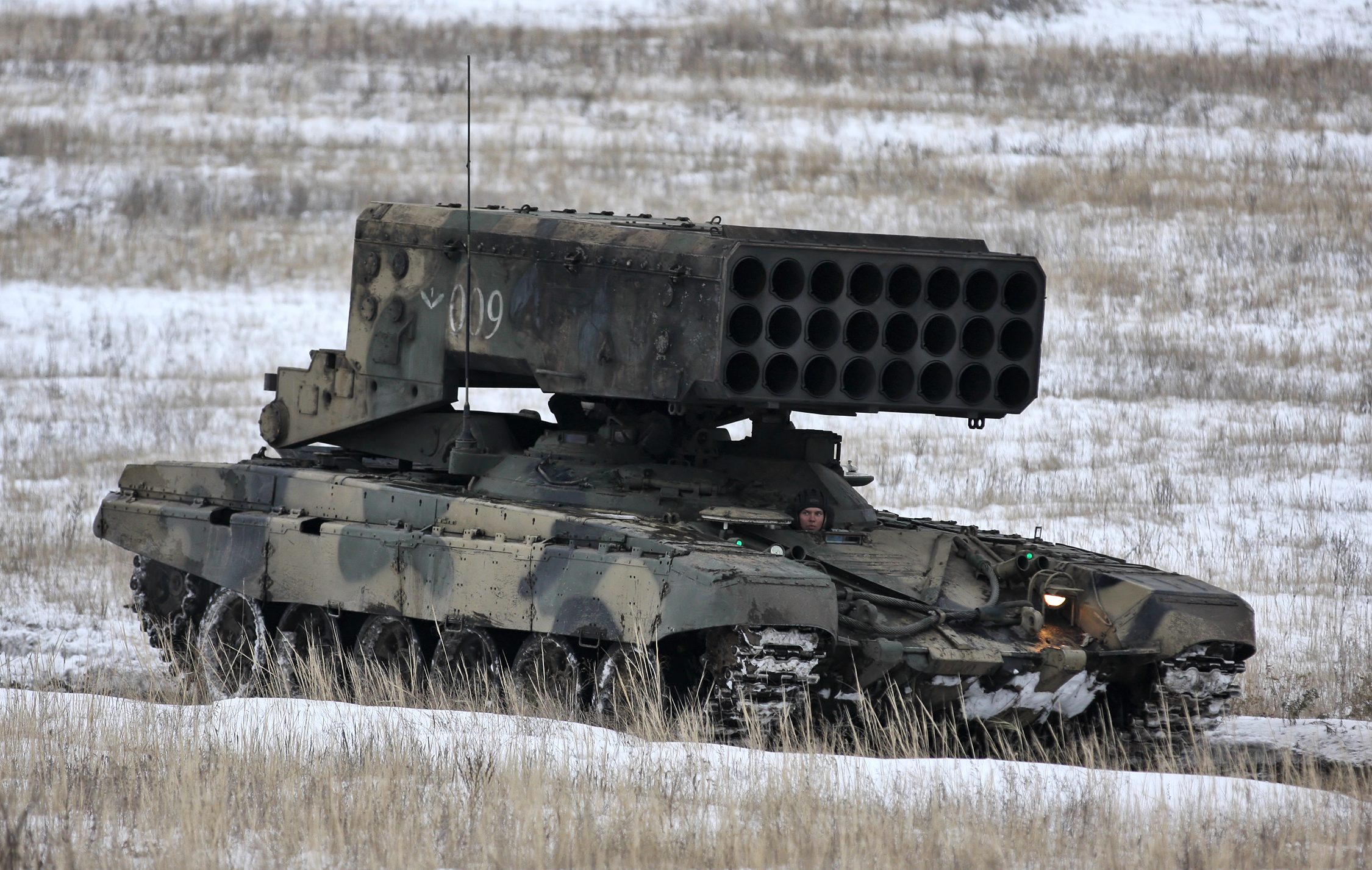
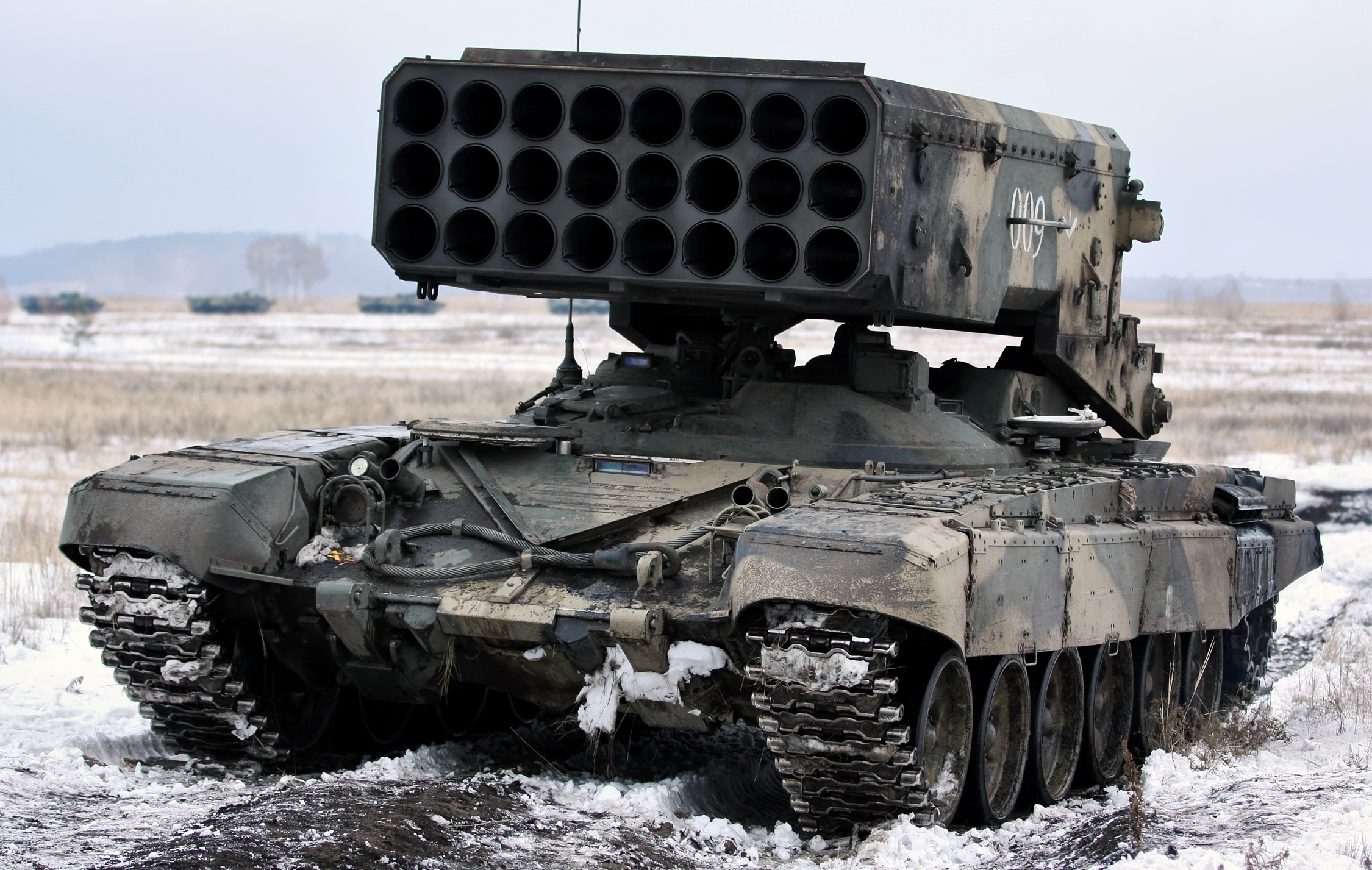
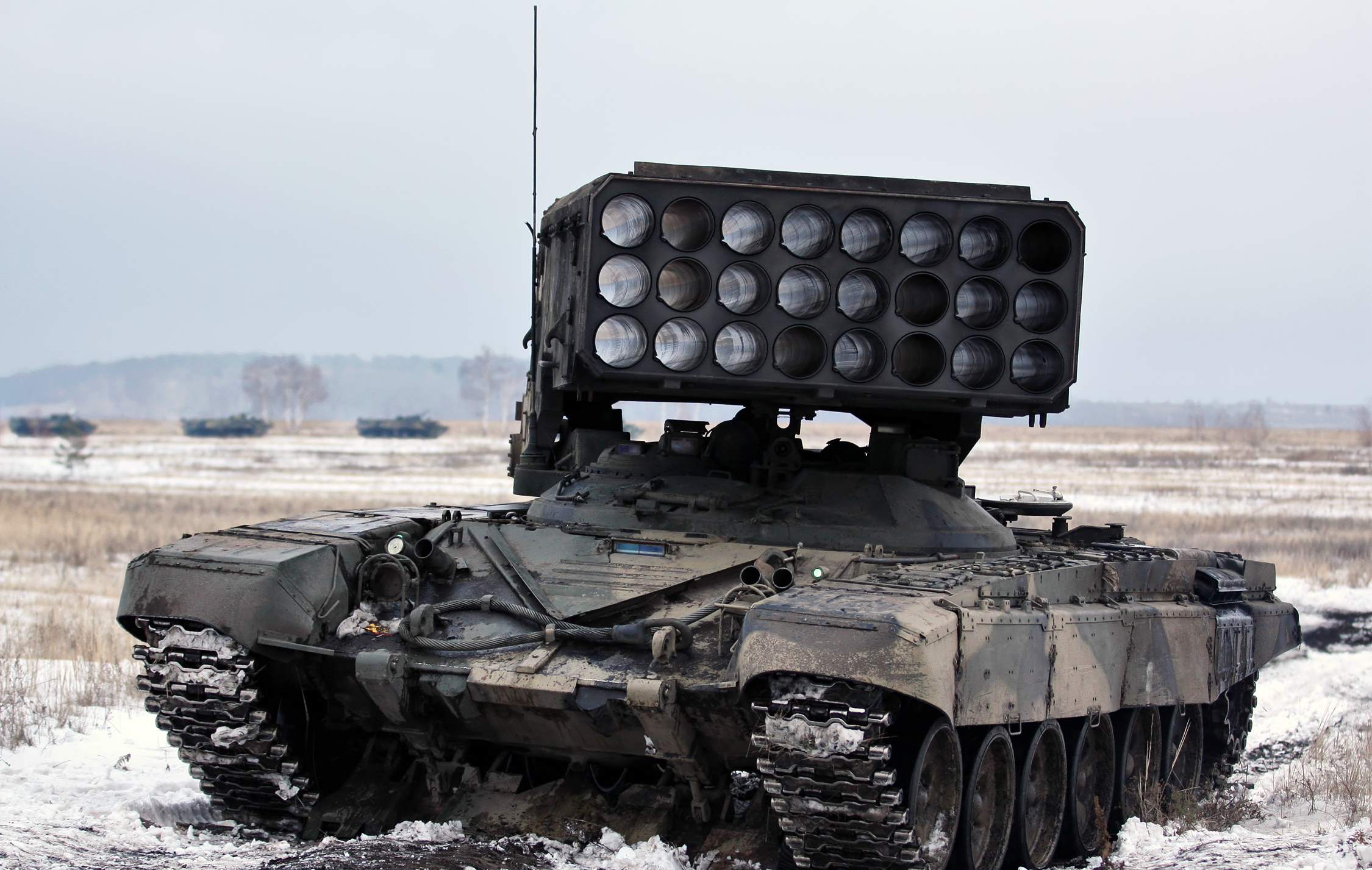
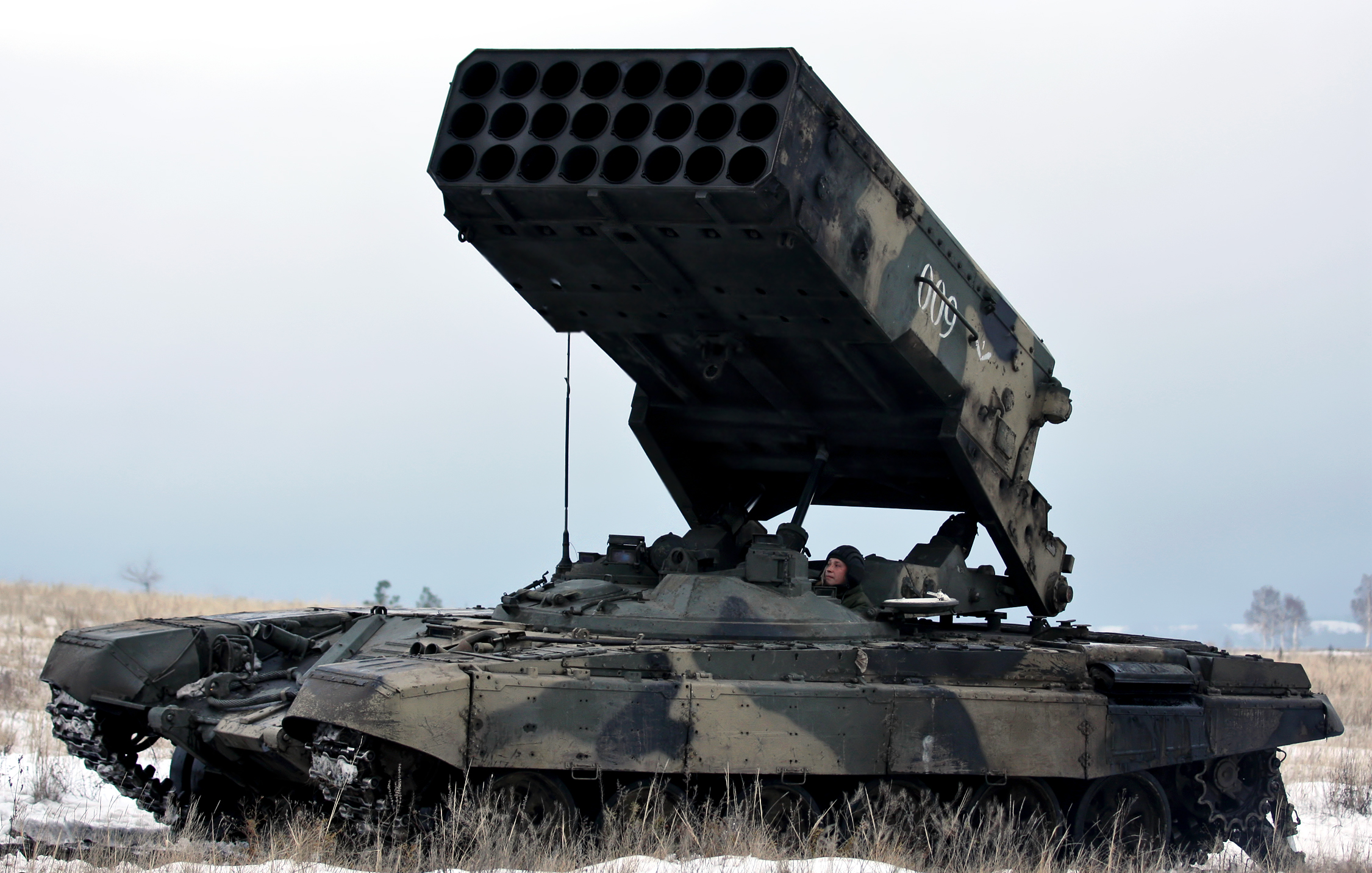
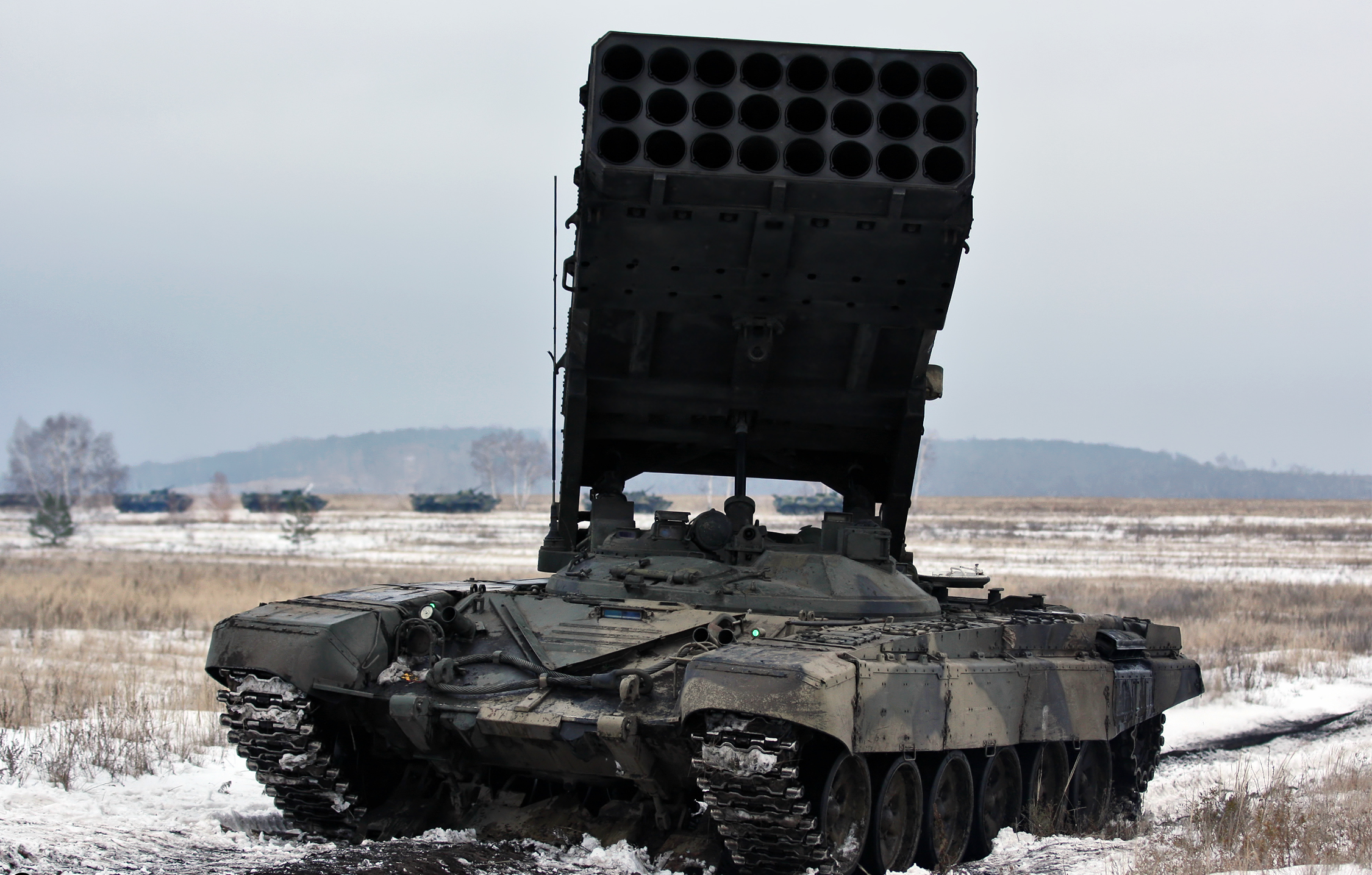
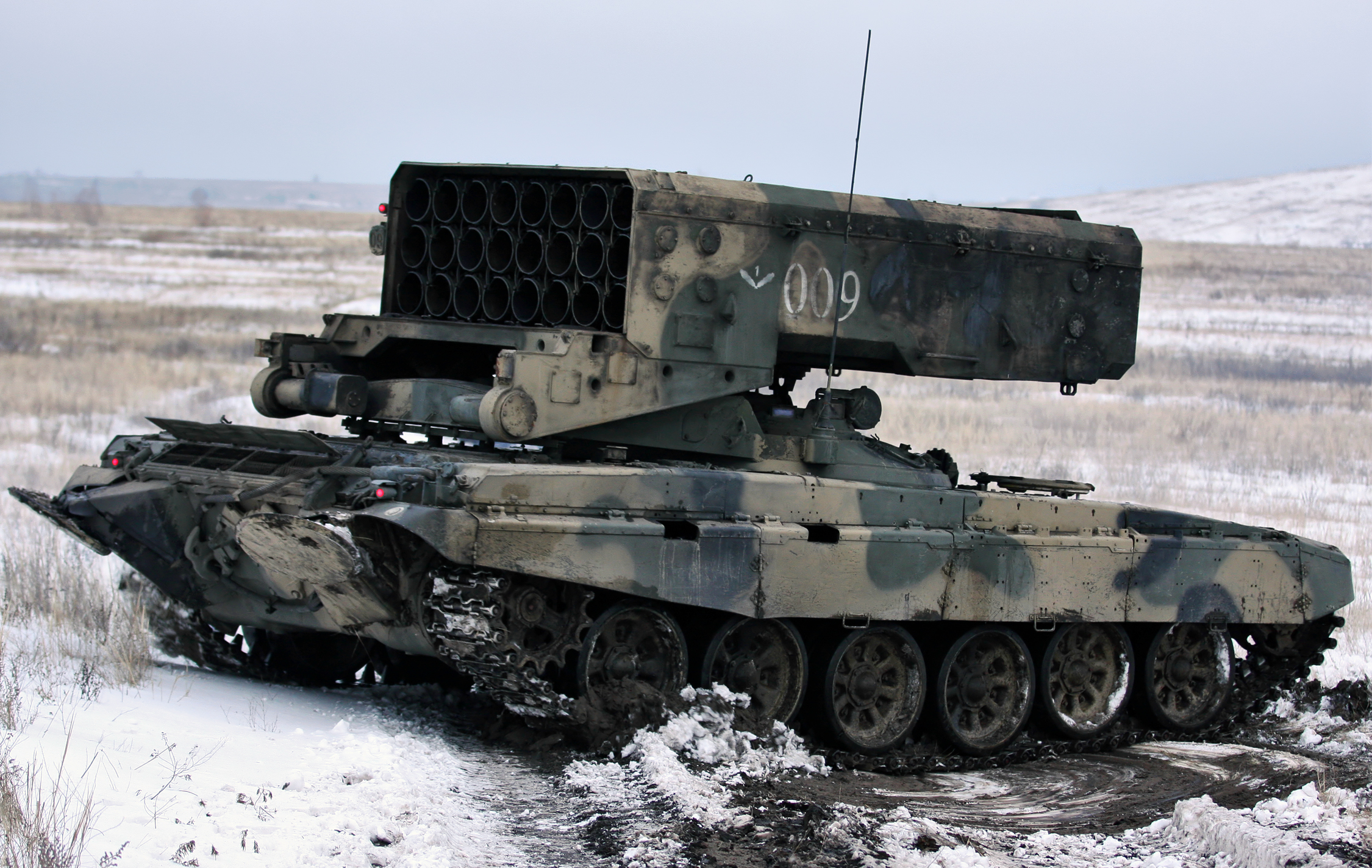

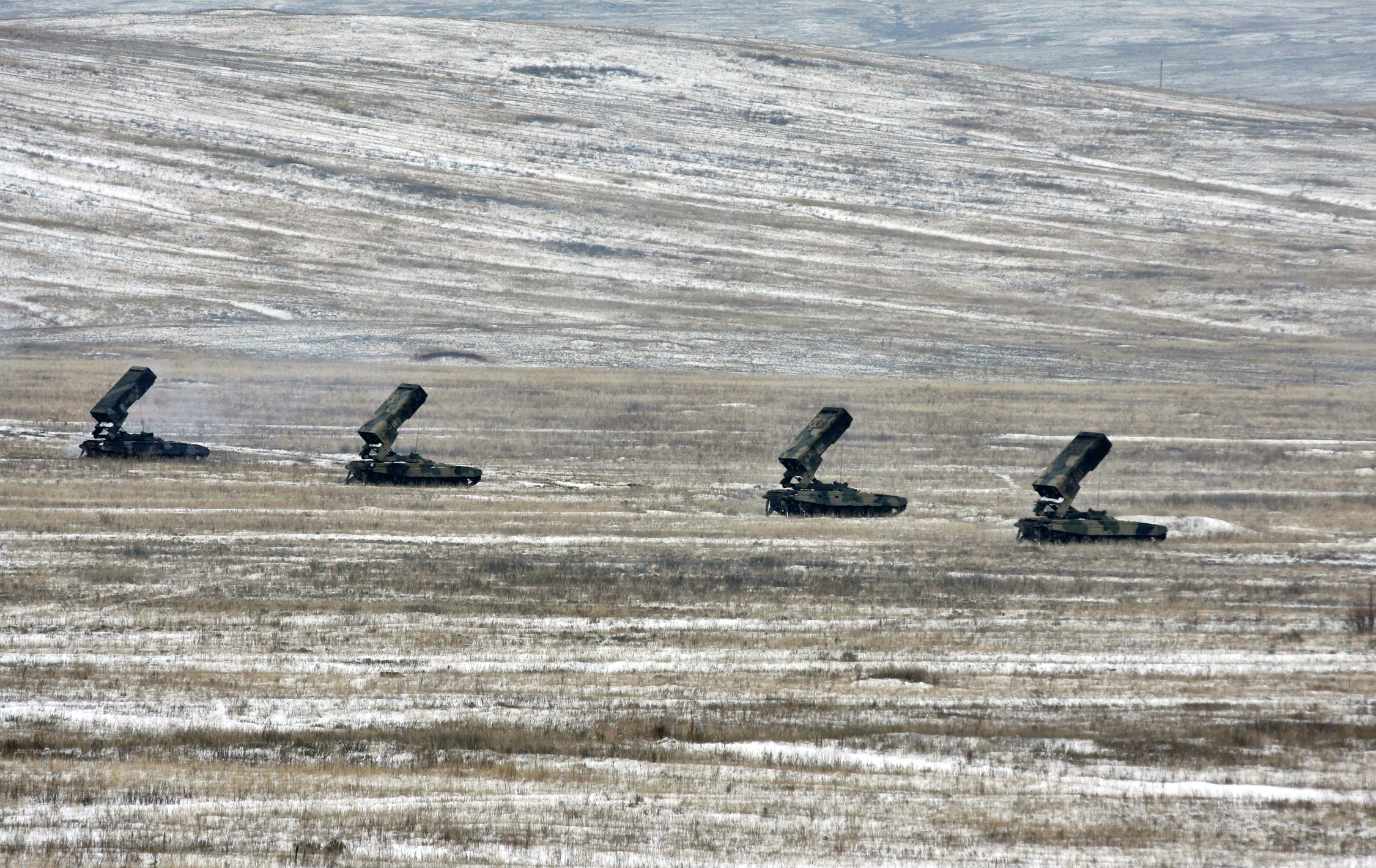
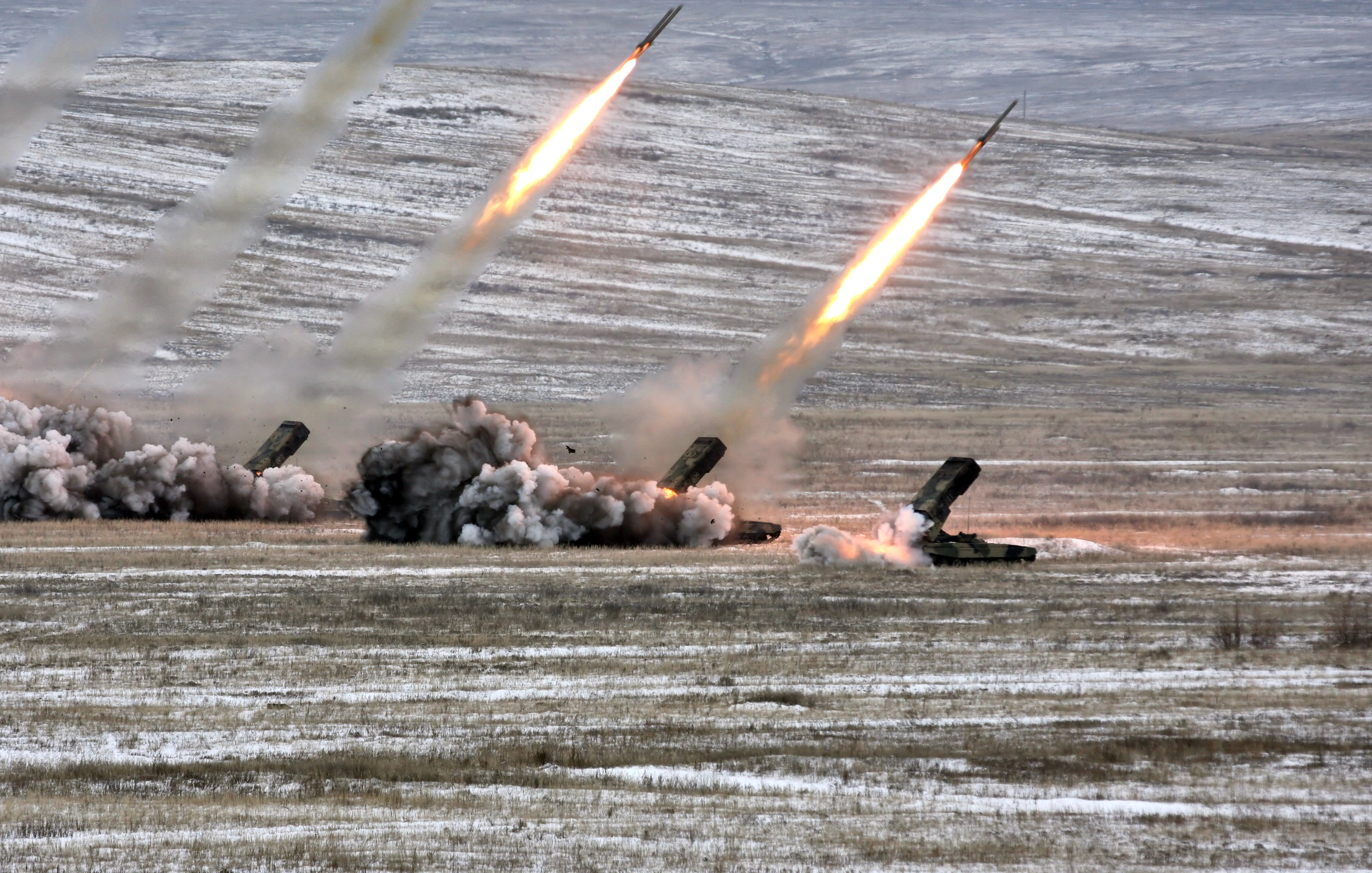
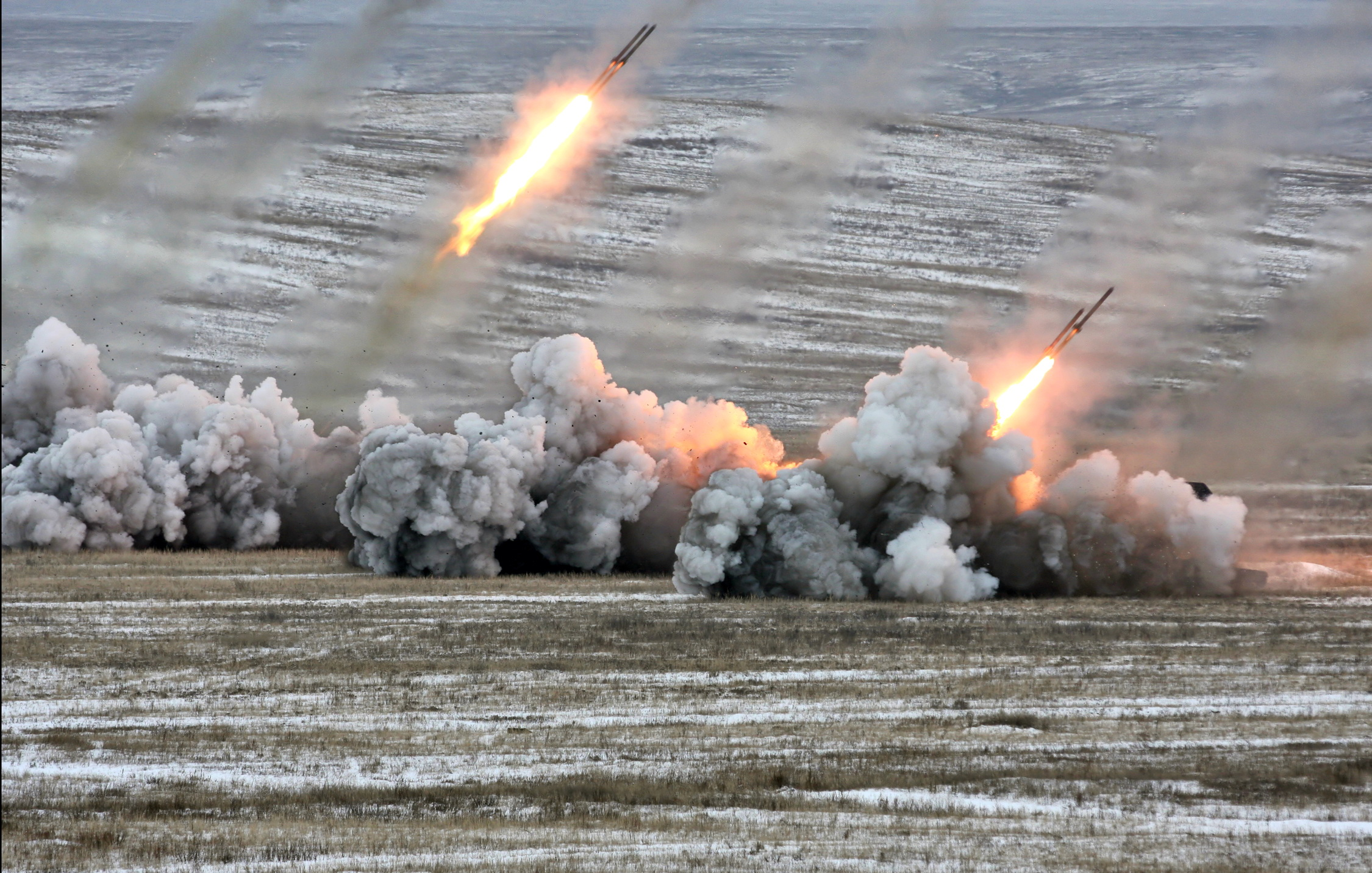
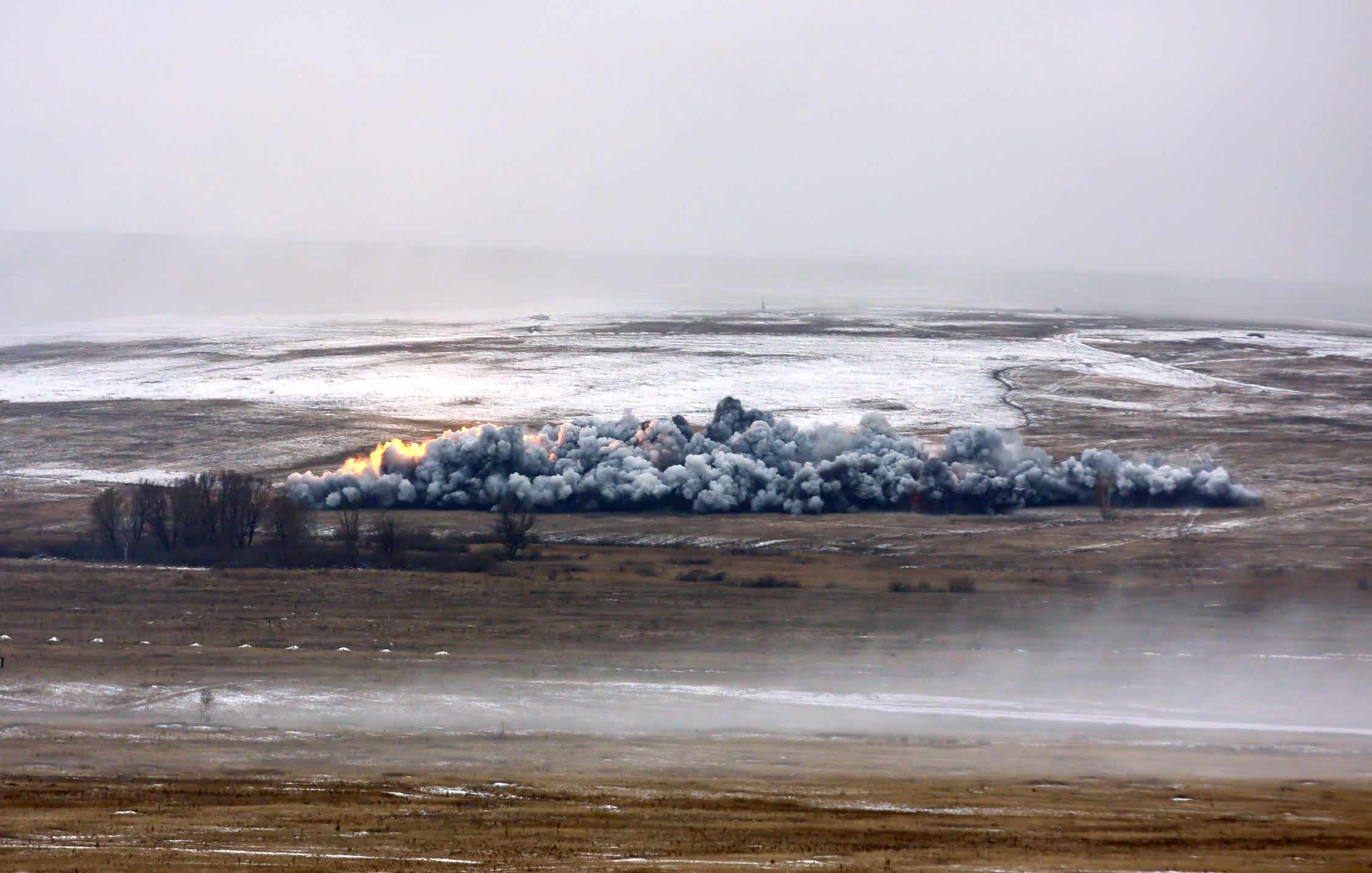
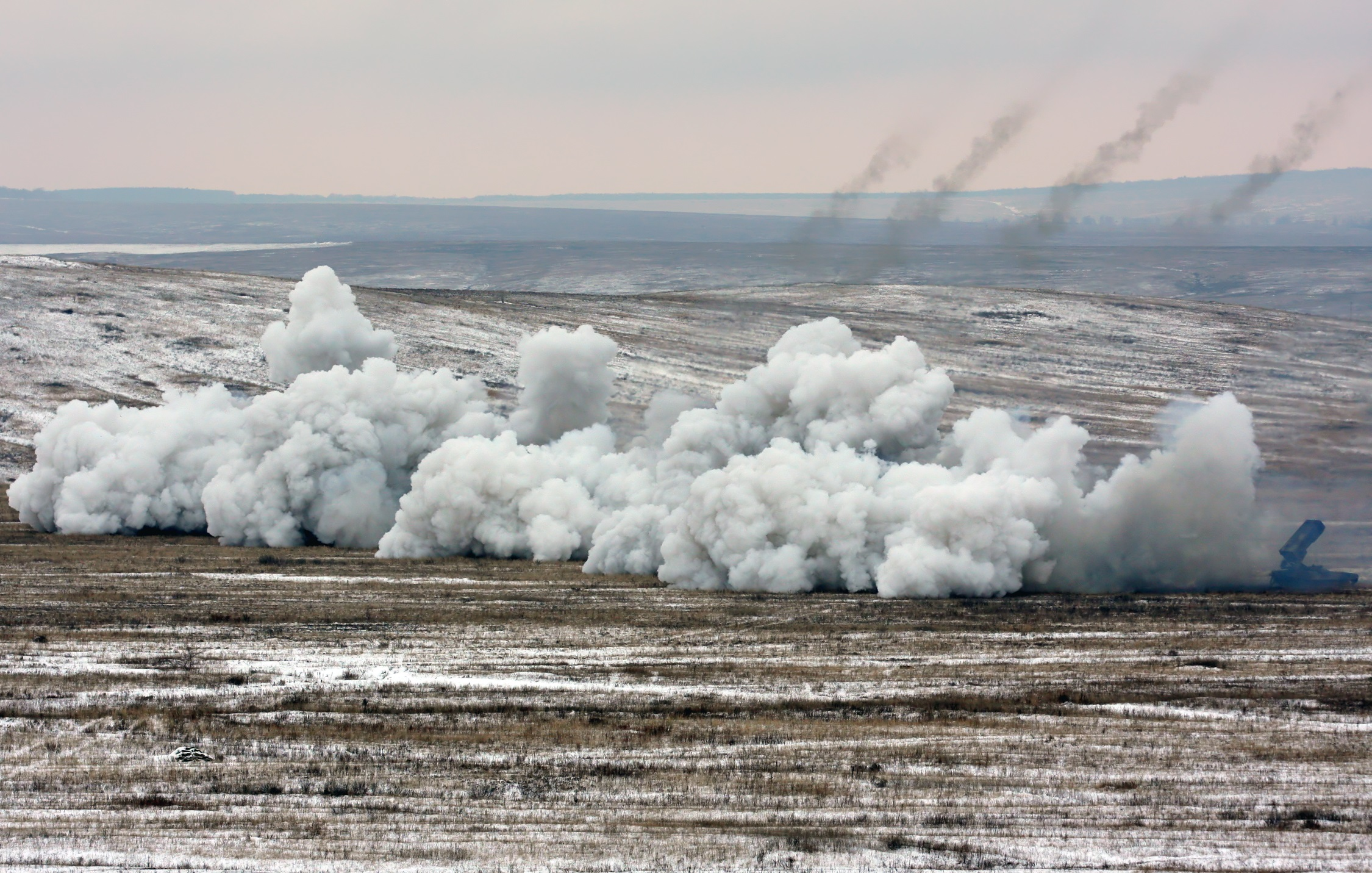

## المشغلون

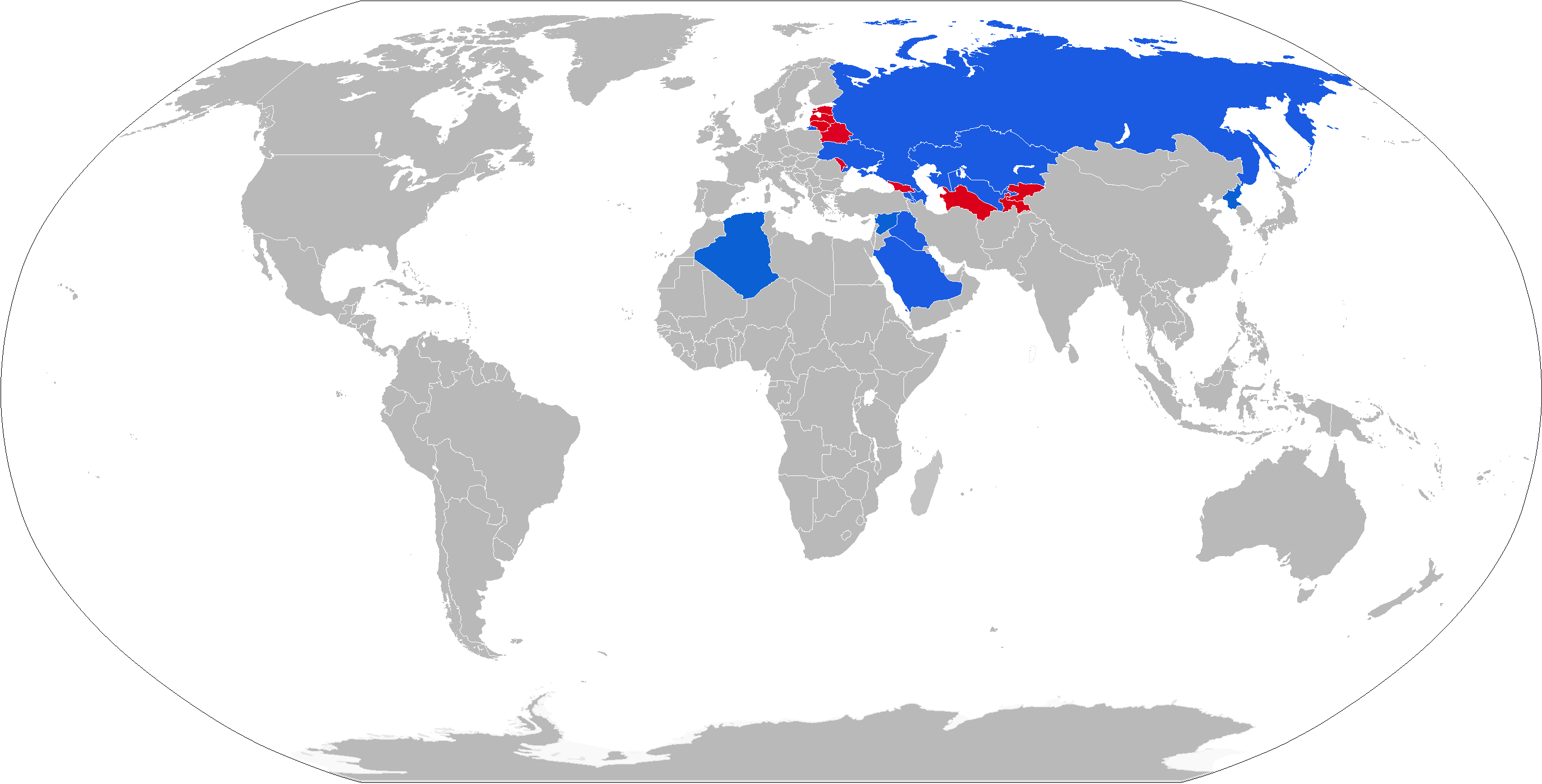
مشغلين راجمة الصواريخ توس-1
مستخدمون
مستخدمون سابقون

- الجزائر: 18 اعتبارًا من عام 2024[6][7][8]
- اذربيجان:17 اعتبارًا من عام 2024.[6][9][10] تم الإبلاغ عن استلام 36 منها من روسيا خلال الفترة من 2013 إلى 2017.[11]
- أرمينيا[12]
- العراق: 10 اعتبارًا من عام 2024.[6] يمتلك العراق 4 من هذه الراجمة على هيكل تي-72 [13][14][14] وحصل على 6 أخرى من روسيا على هيكل دبابة تي-90 ليصبح بذلك العدد 10.[15]
- كازاخستان:3 اعتبارًا من عام 2024.[6][11][16] تم استلامها من روسيا في عام 2011.
- روسيا: حوالي 45 قطعة من طراز TOS-1A[17][18][19][20][21][22]  وعدد من نوع TOS-2 قبل الحرب في أوكرانيا .[23]  تم تسليم دفعات جديدة من طراز TOS-1A في سبتمبر ونوفمبر 2022 ومرة أخرى في نوفمبر 2024.[24][25][26]  فقد ما لا يقل عن 31 قطعة في القتال.[27]  وأفادت التقارير أنهم تلقوا حماية إضافية.[28][29]
- السعودية:[30] 10 في الخدمة اعتبارًا من عام 2024.[6][11]  تم منح ترخيص لإنتاج TOS-1A للمملكة العربية السعودية في عام 2017.[31][32]

### حالة مجهولة
- سوريا: 8 +.[33]  من غير المعروف ما إذا كانت هذه المركبات تابعة للجيش الروسي أم السوري. لم تُدرج ضمن التسليح المُعتمد.[34] وهذا اعتبارًا من عام 2023.[34]
- طاجيكستان:[35] من غير المعروف ما إذا كانت المركبات قد شُيّدت وجُهّزت أم عُرضت فقط في معرض. لم تُدرج ضمن الأسلحة التي جُهّزت.[36] وهذا اعتبارًا من عام 2023.[36]
- أوكرانيا: تم الاستيلاء على ما لا يقل عن 3 قطعة TOS-1A وأربع قطع TZM-T أثناء الغزو الروسي لأوكرانيا.[37]  وأفادت التقارير أن واحدة منها استخدمت في القتال ضد القوات الروسية في أوائل أبريل 2022.[38]

### مستخدمون سابقون
- الاتحاد السوفيتي: انتقلت إلى روسيا.

## وصلات خارجية
فيديو للقاذفة في روسيا 
فيديو للراجمة تابعة للقوات العراقية وهي تقوم بقصف مدينة الفلوجة. 